# Robert Aske

Una de las banderas usadas por los rebeldes durante la peregrinación de Gracia, con la corona de espinas, las llagas de Cristo, un cáliz y una hostia y el lema IHS.

Robert Aske (1500 – 12 de julio de 1537) fue un abogado inglés líder de la rebelión en York. Condujo la Peregrinación de Gracia en 1536 y fue ejecutado por Enrique VIII por traición en 1537.

## Biografía
Aske era el hijo menor de Sir Robert Aske de Aughton, cerca de Selby, descendiente de una vieja familia de Yorkshire. La familia era de alta clase social: uno de los primos de Aske era Henry Clifford, conde de Cumberland, ya que su madre Elizabeth Clifford era la hija de John Clifford, 9.º barón de Clifford, y Margaret Bromflete.
Aske se hizo abogado, y socio de la Gray's Inn. Hombre muy piadoso, no estaba de acuerdo con las reformas religiosas del rey Enrique VIII, en especial la disolución de los monasterios. Cuando la rebelión estalló en York contra el rey, Aske volvía de Londres hacia Yorkshire. Aunque en principio no estaba involucrado, hizo suya la causa de los rebeldes y encabezó la Peregrinación de Gracia. Para el 10 de octubre de 1536 era considerado su capitán al mando. Muchas personas de Yorkshire, y buena parte de Northumberland, Durham, Cumberland y Westmorland se unieron a la rebelión.
El 13 de octubre de 1536, Aske negoció con los delegados regios, entre ellos el duque de Norfolk, consiguiendo una audiencia con el rey además de un salvoconducto. Viajó a Londres, conoció al rey Enrique y éste le prometió compensaciones y seguridad.
De camino hacia el norte, la lucha comenzó de nuevo. Esto hizo que Enrique cambiase de opinión y lo capturase, encerrándolo en la Torre de Londres. Fue hallado culpable de alta traición en Westminster, y devuelto a York, donde fue ahorcado encadenado el 12 de julio de 1537, en un cadalso especial levantado fuera de la Torre de Clifford.